# Palloptera umbellatarum
Palloptera umbellatarum är en tvåvingeart som först beskrevs av Fabricius 1775.  Palloptera umbellatarum ingår i släktet Palloptera och familjen prickflugor. Arten är reproducerande i Sverige. Inga underarter finns listade i Catalogue of Life.

## Bildgalleri

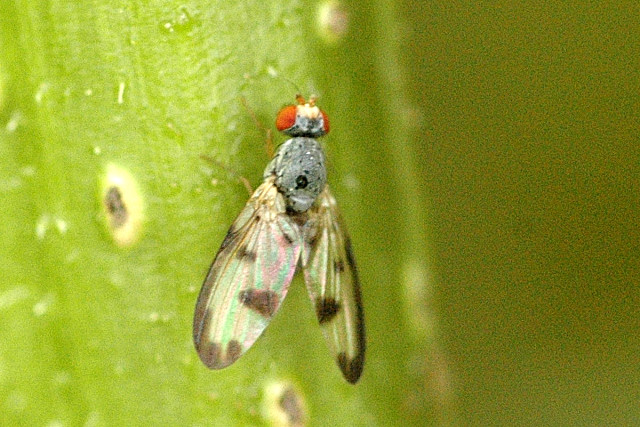
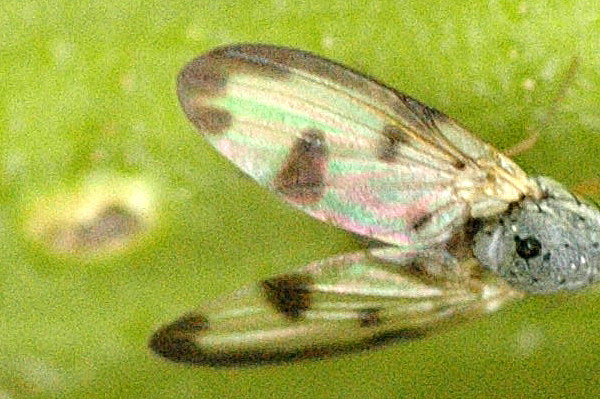